# Ordine di Vartan Mamikonyan
L'Ordine di Vartan Mamikonyan è un'onorificenza dell'Armenia.

## Storia
L'Ordine è stato fondato il 20 maggio 2002.

## Assegnazione
L'Ordine è assegnato agli ufficiali e al personale militare armeno:
- per aver dato prova di eccezionale valore nello svolgimento del loro servizio militare in Patria, così come per gli eminenti servizi resi a sostegno della costruzione militare e dell'addestramento al combattimento.

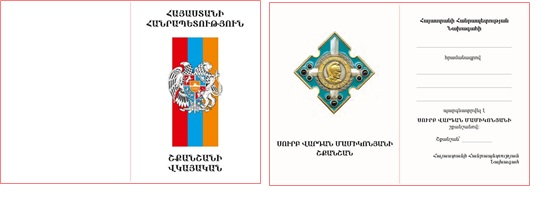
Documento di attestazione

## Insegne
- Il nastro è grigio con al centro una striscia arancione.